# جهود السلام خلال الحرب الإيرانية العراقية
طوال فترة حرب الخليج الأولى، بُذلت جهود عديدة لوقف الأعمال العدائية وبدء مناقشة القضايا العالقة التي أدت إلى اندلاع الحرب؛ إلا أن هذه المحاولات لم تنجح. قدمت العراق اقتراحًا لوقف إطلاق النار مؤقتًا لمدة أربعة أيام في 1 أكتوبر 1980، بعد ثمانية أيام فقط من بدء الصراع. رفضت إيران العرض. أصدر الخميني ردًا في 4 أكتوبر، رفض فيه عرض الهدنة وأمر باستمرار الحرب حتى تحقيق النصر الحاسم، ومطالبًا بالانتقام من "جرائم" العراق. التقى مسؤولون أمريكيون وسوفييت في فيينا في 21-22 فبراير 1985، بهدف مناقشة الحرب الإيرانية العراقية المستمرة. ومع ذلك، قلل الرئيس ريغان من أهمية الاجتماع، قائلاً إنه كان في المقام الأول فرصة لتبادل وجهات النظر.

## إيران
أعلن رئيس البرلمان الإيراني أكبر هاشمي رفسنجاني في 23 مارس 1981 أن إيران لن توافق على اقتراح وقف إطلاق النار حتى تتم الإطاحة بالحكومة التي يقودها صدام حسين. في بداية أبريل 1981، ادعى الحزب السياسي المسيطر في إيران، الحزب الجمهوري الإسلامي (إيران)، أنه مستعد للدخول في حوار فقط مع حكومة عراقية تكون "انعكاسًا حقيقيًا للإرادة الشعبية"، وليس "القادة المخادعين الحاليين في السلطة في بغداد". في يوليو 1981، رفضت إيران اقتراحًا لوقف إطلاق النار من العراق طوال شهر رمضان.

## العراق
خلال خطاب عام في 15 مارس 1981، حذر الرئيس العراقي صدام حسين من أنه إذا لم توافق إيران على وقف إطلاق النار، فستقدم العراق الدعم للمعارضين الإيرانيين. ألقى وزير الخارجية العراقي طارق عزيز باللوم على إيران في بدء الحرب وإطالة أمدها خلال الدورة الأربعين للجمعية العامة للأمم المتحدة في 27 سبتمبر 1985. وصرح عزيز بأن الهدف الصريح لإيران المتمثل في الإطاحة بالهياكل السياسية والاجتماعية في العراق والدول المجاورة الأخرى لفرض نمط حكمهم الرجعي الوحشى كان المبرر المذكور للصراع.

## منظمة التعاون الإسلامي
في 9 فبراير 1981، وافقت الدولتان على استضافة قادة إسلاميين من أجل العمل على اقتراح سلام إسلامي يهدف إلى حل النزاع.
في 28 فبراير 1981، تزور بعثة إسلامية رفيعة المستوى طهران بهدف تأمين وقف للأعمال العدائية. إلا أن السلطات أشارت إلى أنها لن تدخل في مفاوضات لحل النزاع حتى تنسحب القوات العراقية من الأراضي الإيرانية. في 4 مارس 1981، قدمت بعثة السلام الإسلامية اقتراحًا شاملًا لوقف إطلاق النار، يشمل انسحاب الأطراف المتنازعة، وإنشاء قوة إسلامية مسلحة مشتركة، وفي النهاية بدء محادثات دبلوماسية. ومع ذلك، رفضت حكومتا بغداد وطهران الاقتراح بسرعة. في 7 مارس، أعلن المجلس الأعلى للدفاع الإيراني رسميًا رفضه لاقتراحات وقف إطلاق النار والحل الدبلوماسي مع العراق. في 12 مارس، اعترفت بعثة السلام الإسلامية بفشل خطتها.

## حركة عدم الانحياز
في 11 فبراير 1981، غادر الممثلون الإيرانيون مؤتمر حركة عدم الانحياز بعد أن اقترح سعدون حمادي، وزير الخارجية العراقي، وقف إطلاق النار، مشيرًا إلى استعداد العراق لإنهاء الصراع المستمر منذ خمسة أشهر. وصل وزير الخارجية الكوبي إيزيدور مالميركا ‏ إلى بيروت، لبنان في 14 مارس 1981 لقيادة جهد من قبل حركة عدم الانحياز للوساطة لوقف إطلاق النار.
وصلت بعثة من كوبا والهند وزامبيا ومنظمة التحرير الفلسطينية إلى طهران في 6 أغسطس 1981، في محاولة لحل النزاع.

## الأمم المتحدة
في 16 يناير 1981، قام المبعوث الخاص للأمم المتحدة أولوف بالمه بزيارات إلى كل من طهران وبغداد في محاولة للتوسط للتوصل إلى حل للنزاع. في 17 فبراير 1981، بدأ أولوف بالمه رحلته الثالثة إلى إيران والعراق بهدف تقديم اقتراحات مفصلة لوقف إطلاق النار وحل دبلوماسي. وغادر طهران في 22 فبراير بعد فشل مهمته. قال الإيرانيون له إن وقف إطلاق النار ليس ممكنًا طالما استمرت القوات العراقية في احتلال الأراضي الإيرانية.
في 1 مارس 1982، أعلن أولوف بالمه أنه فشل للمرة الخامسة في إقناع البلدين بالموافقة على وقف إطلاق النار.
في 31 أكتوبر 1983، حث مجلس الأمن التابع للأمم المتحدة كلًا من إيران والعراق على وقف الأعمال العدائية فورًا في منطقة الخليج العربي. أقرت العراق بسلطة المجلس، بينما نفت إيران ذلك.
في 27 سبتمبر 1984، قدم وزير الخارجية الياباني شينتارو آبي ‏ مبادرة لوقف إطلاق النار إلى الجمعية العامة للأمم المتحدة aimed at resolving the Iran-Iraq War.
في 18 يوليو 1988، أعطت إيران موافقتها على قرار مجلس الأمن رقم 598، مما يظهر امتثالها للإجراءات الدبلوماسية الدولية.
أعلن مجلس الأمن في 8 أغسطس 1988، أن وقف إطلاق النار سيدخل حيز التنفيذ في 20 أغسطس الساعة 07:00 بالتوقيت المحلي، مع نشر 350 مراقبًا دوليًا على طول الحدود. وافق البلدان على إرسال مفوضين بعد خمسة أيام لمناقشة القضايا العالقة وإبرام اتفاقية سلام من خلال مفاوضات رسمية.